# Xlomi Binder
Xlomi Binder (hebreu: שלומי בינדר‎; Haifa, febrer de 1975) és militar israelià. Té el rang de general major.
Ha exercit com a comandant de la Formació Galilea, la Brigada Golani, la Sayeret Matkal i la Unitat Egoz, i ha ocupat el càrrec de cap del Directori d'Operacions. Actualment és el cap del Directori Militar d'Intel·ligència d'Israel, el servei d'intel·ligència militar de les FDI.

## Biografia
Binder va néixer, es va criar i es va educar a Haifa. És fill d'Avi i Txava Binder, supervivents de l'Holocaust. El pare, Avi (Abraham) Binder (nascut el 27 d'abril de 1938 a Bucarest, Romania), va marxar d'Europa als 9 anys amb la seva família.

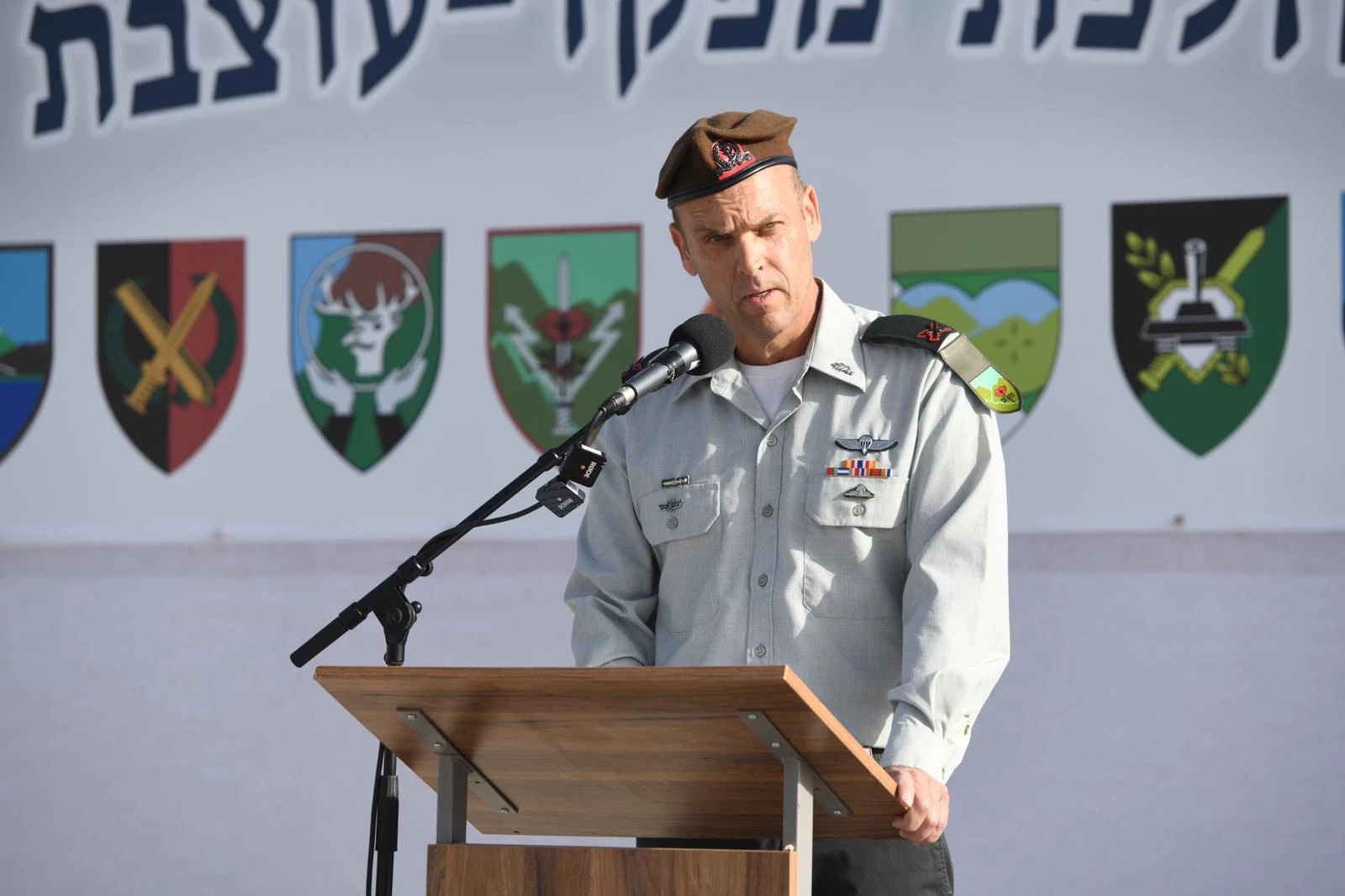
Binder el 2019.

Xlomi Binder és un dels tres fills de la família, i va rebre el nom del seu avi matern. Va créixer al barri francès del Carmel de Haifa. Va estudiar a l'escola primària Ma'ale HaCarmel i després es va graduar a l'escola Leo Baeck de Haifa, on va estudiar biologia. En la seva joventut va ser membre i líder del moviment escolta. A la vigília de ser reclutat a l'exèrcit, va treballar durant un any com a instructor juvenil voluntari a l'escola de camp de la Societat per a la Conservació de la Natura d'Israel als Alts del Golan.

## Carrera militar
Després d'un any de servei militar als Alts del Golan, es va allistar a les FDI el novembre de 1993 i es va oferir voluntari per a Sayeret Matkal. Després de completar l'entrenament bàsic dels paracaigudistes, va rebre un entrenament en avions de combat a la unitat i després va assistir a un curs d'oficials d'infanteria. En acabar el curs, va tornar a la unitat i va ser nomenat comandant de l'equip. Va participar en combats al sud del Líban.

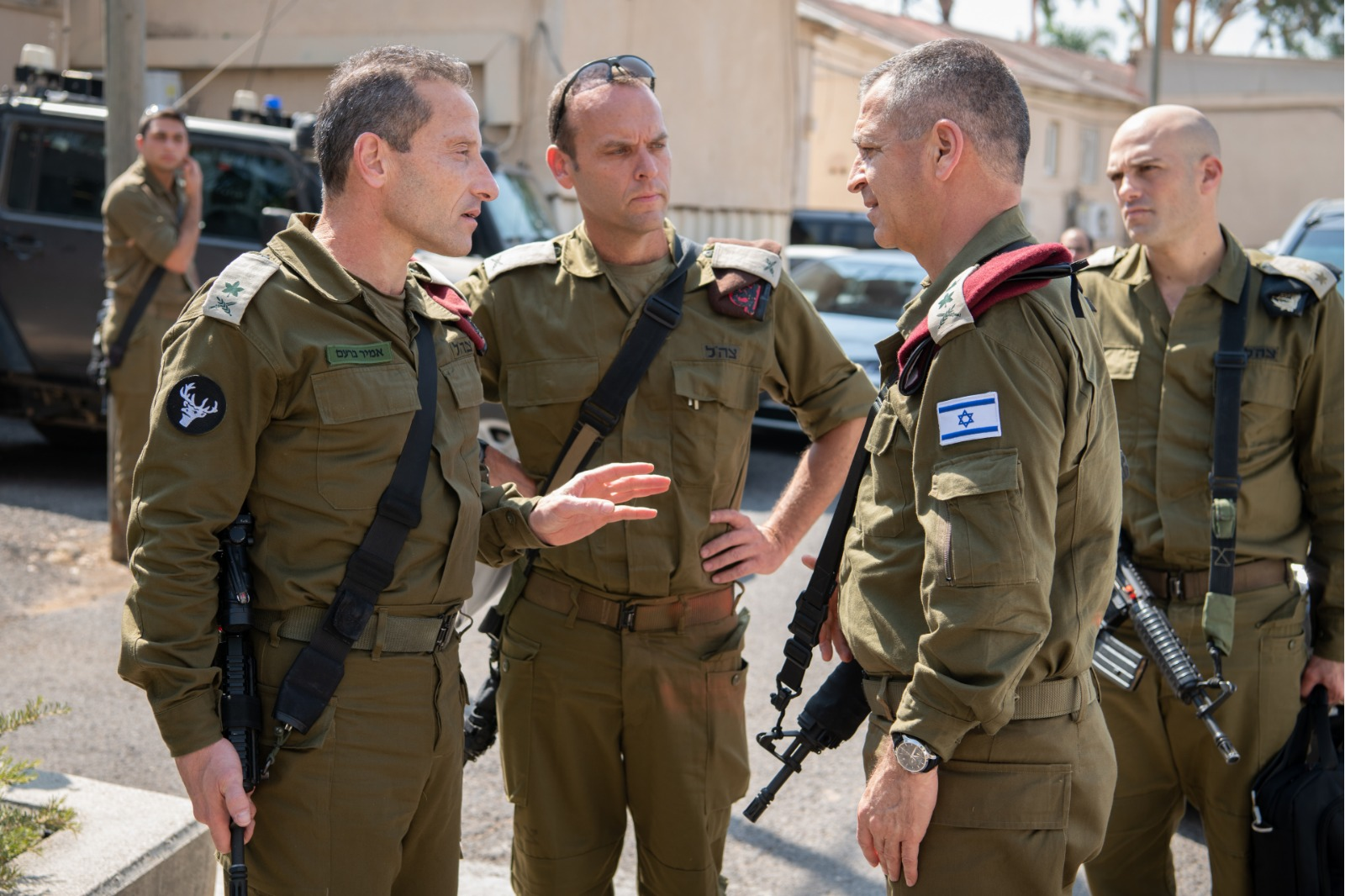
Binder (centre) amb Amir Baram (esquerra) i el llavors Ramatcal, Aviv Kochavi.

El 1999, va ser greument ferit per un artefacte explosiu durant un exercici d'entrenament. Després de diversos mesos de recuperació, va tornar al servei a la unitat. Més tard va servir com a comandant de la companyia i va dirigir diverses operacions durant la Segona Guerra del Líban. Aleshores va ser nomenat comandant adjunt de la unitat. L'any 2010, va ser ascendit al grau de tinent coronel i nomenat comandant de la Unitat Egoz; va exercir aquest paper fins al 15 de juliol de 2012. Posteriorment va ocupar un lloc a l'estat major entre 2012 i 2013.
El 21 de maig de 2013 va ser nomenat comandant de Sayeret Matkal, i el 23 de maig va ser ascendit al grau de coronel. Va dirigir la unitat durant l'Operació Marge Protector, entre d'altres, per les quals la unitat va rebre un elogi del llavors Cap d'Estat Major, Benny Gantz. Va ocupar aquesta posició fins al 16 de març de 2016. Al final del seu mandat, la unitat va rebre elogis addicionals de Gadi Eizenkot, Cap d'Estat Major, per les operacions realitzades durant el seu comandament. El 4 de setembre de 2016, va ser nomenat comandant de la Brigada Golani i va exercir aquesta funció fins al 24 de maig de 2018. Després d'acabar el seu mandat, va estudiar un any a Washington, als Estats Units.
El 5 d'agost de 2019 va ser ascendit al grau de general de brigada i el 12 d'agost va entrar a comandar la Formació Galilea, servint en aquest càrrec fins al 26 d'abril de 2022. El 3 d'octubre de 2022 va ser nomenat cap de la Divisió d'Operacions.
El 2 de maig de 2024, el ministre de Defensa i el Cap de l'Estat Major va acordar que Binder fos nomenat cap del Directori d'Intel·ligència i promogut al grau de general de divisió. Va assumir el nou càrrec el 21 d'agost de 2024.